# 紀元前408年
紀元前408年（きげんぜん408ねん）は、ローマ暦の年である。
当時は、「イウルス、アハラ、コッススが執政武官に就任した年」として知られていた（もしくは、それほど使われてはいないが、ローマ建国紀元346年）。紀年法として西暦（キリスト紀元）がヨーロッパで広く普及した中世時代初期以降、この年は紀元前408年と表記されるのが一般的となった。

## 他の紀年法
- 干支 : 癸酉
- 日本
  - 皇紀253年
  - 孝昭天皇68年
- 中国
  - 周 - 威烈王18年
  - 秦 - 簡公7年
  - 晋 - 烈公8年
  - 楚 - 簡王24年
  - 斉 - 宣公48年
  - 燕 - 簡公7年
  - 趙 - 烈侯元年
  - 魏 - 文侯38年
  - 韓 - 景侯元年
- 朝鮮
  - 檀紀1926年
- ベトナム :
- 仏滅紀元 : 137年
- ユダヤ暦 : 3353年 - 3354年

## できごと

### ペルシア帝国
- アケメネス朝ペルシア帝国のダレイオス2世は、アテナイとの戦争を継続し、スパルタを支援する決断をした。王妃パリュサティスの口添えで、彼女の下の息子小キュロスが、リュディア、プリュギア、カッパドキアのサトラップ（太守）に任じられ、ティッサフェルネスに代わって、小アジアのペルシア軍の総司令官となった。
- ティッサフェルネスは、カリア太守に職掌を限定された。さらに、ダレイオス2世は、スパルタ艦隊の再建に要する軍資金をキュロスに託し、ペルシア帝国のスパルタ支援を強化せよという勅命を与えてサルディスへ派遣した。キュロスは、自身の目的のために、ギリシア人を含む傭兵隊を編成し始めた。

### ギリシア
- アルキビアデスが7年ぶりに、凱旋者としてアテナイに帰還した。アルキビアデスはアテナイからエレウシスへの祭列を先導し、紀元前415年に秘儀冒涜に関わったとされた汚名を雪いだ。アルキビアデスは総司令官に任じられ、専制支配の権限を与えられた上で、自らの艦隊に合流するためサモス島へ向かった。
- スパルタの提督リュサンドロスは、秋にエペソスへ到着し、新しいペルシア帝国太守キュロスの支援を受けて、大規模な艦隊を編成した。
- 全ギリシアから参加者が集ったオリンピックの集いにおいて、哲学者のゴルギアスはスパルタとペルシアの同盟を声高に非難した。

### シチリア
- カルタゴの軍勢によって、ヒメラ が破壊された。

### 文学
- エウリピデスの悲劇『オレステス (Orestes)』と『フェニキアの女たち (The Phoenician Women)』が上演された。その後、アテナイに満足できなかったエウリピデスは、マケドニア王アルケラオス1世 (Archelaus I of Macedon) の招きに応じてアテナイを去った。

## 誕生
- クニドスのエウドクソス - ギリシアの天文学者、数学者、医師、学者、ピタゴラスの信奉者（ピタゴラス教団）（紀元前355年没）
- シュラクサイのディオン - シュラクサイの僭主（紀元前354年没）